# バルバス・バウ

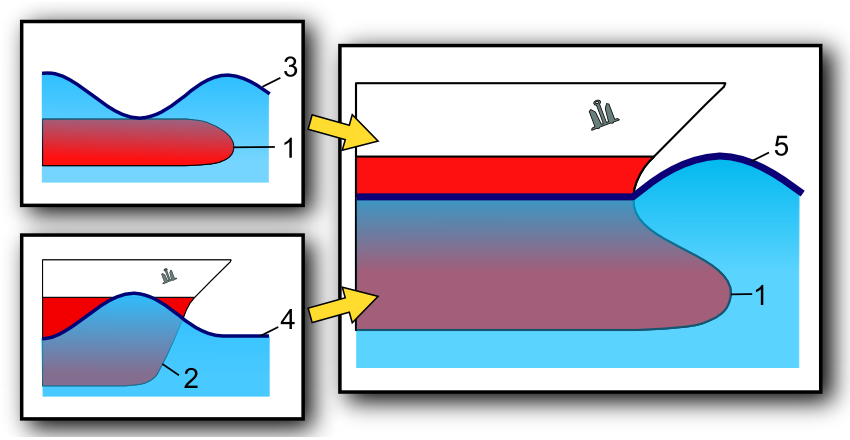
バルバス・バウの効果
1.バルバス・バウ
2.従来の船首
3.バルバス・バウだけが作る波
4.水面の船首が作る波
5.合成された波
左図で示す2つの形状が生み出す波は山と谷が互いに打ち消しあって、右図のようにほとんど波が消える。

バルバス・バウ（英語: Bulbous Bow）とは、船の造波抵抗を打ち消すために、喫水線下の船首に設けた球状の突起。球状船首（きゅうじょうせんしゅ）、船首バルブ（せんしゅバルブ）ともいう。「Bulbous」は「球根状の」、「Bow」は「船首」という意味である。
喫水線下の船首の突起という点で衝角と共通するが、目的・効果が異なる。

## 歴史
バルバス・バウの大元となる起源は、古代ギリシアの軍艦ガレー船の舳先に取り付けられた衝角であった。これらは主に海戦の際、相手軍艦の喫水線下船腹を突き破り沈没させるための兵器として使用され、現代のように造波抵抗の減衰を目的としたものではなかった。
1911年、アメリカ海軍の造船官であったデヴィッド・ワトソン・テイラー少将が考案、レキシントン級航空母艦に採用した。その後、ドイツ「客船ブレーメン」、フランス「客船ノルマンディー」など、主に速度と燃費の良さの両立が要求される大型の外洋船、特に客船主体に普及していった。
1960年に関西汽船の「くれない丸」が阪神・別府航路に就航後、1961年に当時実験途上であった乾バウのひかえめなプロトタイプが装備された僚船「むらさき丸」との併走実験が行われ、効果が実証された。

## 働き
造波抵抗
船首では水面を掻き分けて進む時に波が生じる。この波は引き波と呼ばれ、引き波を生み出すためのエネルギー損失を船が推進する時の抵抗と見做せる。この抵抗が造波抵抗である。これを小さくすることは、航行速度を高め燃費を改善する重要な要素である。
原理
バルバス・バウは水面下で前方に突き出した構造をしている。これによって、水面で船首が波をつくるよりも前方にあらかじめ波を生じる。水面で船首が水を掻き分けて生じる波は、バルバス・バウによって生じた波とは逆位相となり、それぞれの山と谷が打ち消しあうことで波を小さくする。
結果として造波抵抗を最小化して燃費の低減や速度の向上を図ることができ、さまざまな船に有効である。
逆効果
船体がバルバス・バウの設計どおりの喫水であれば高い造波抵抗低減の効果が期待できるが、積荷の増減などで喫水高が大きく変わり、特に空荷で船体が浮かび過ぎていてバルバス・バウが水面上に出ている場合には、従来型船首と比べて逆効果となる。また、フルード数が0.5を越えるような船では効果はほとんどなくなる。

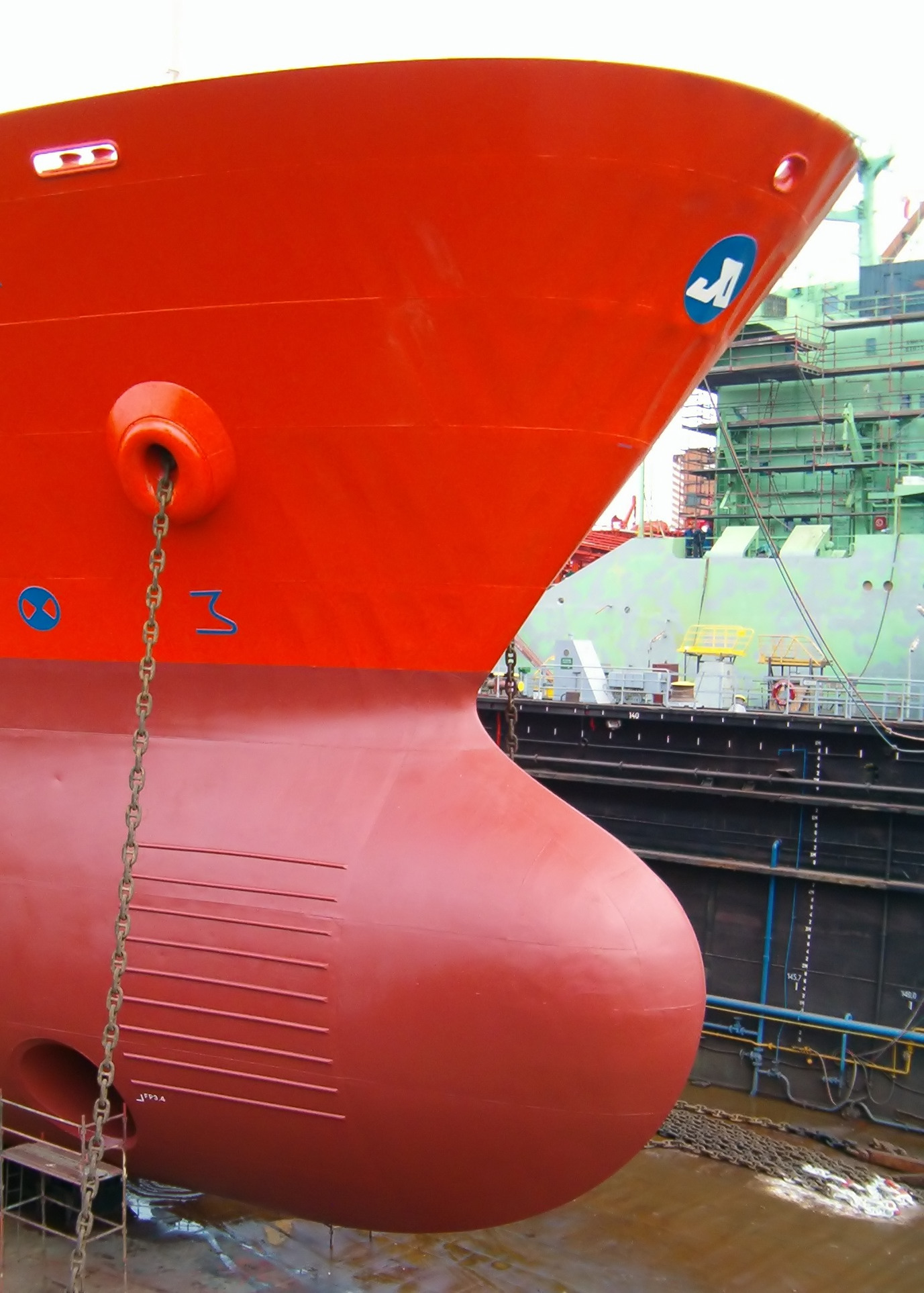
バルバス・バウをそなえた船首
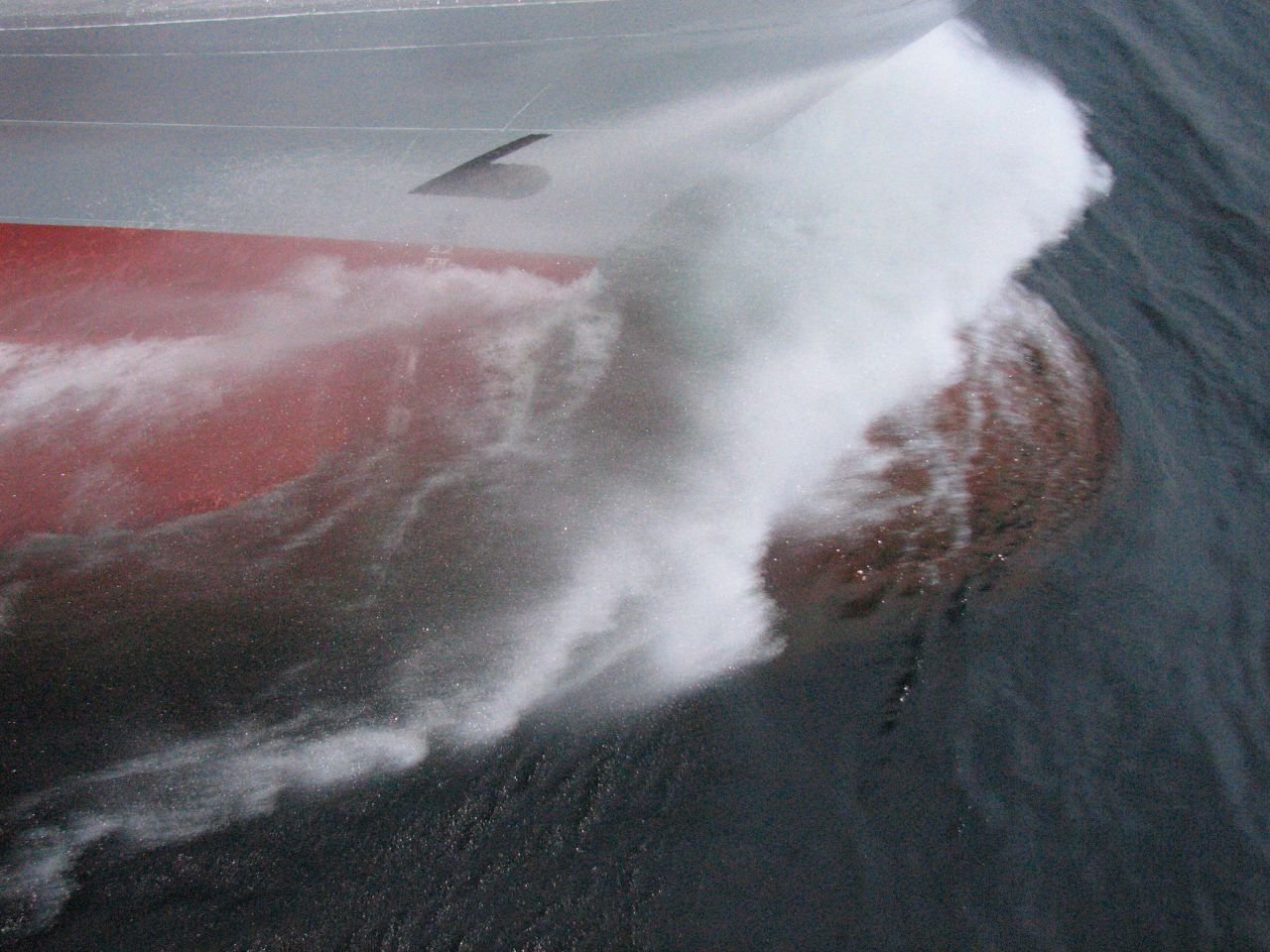
バルバス・バウによる波

## 旧日本海軍での採用例
旧日本海軍で最初にバルバス・バウを採用したのは翔鶴型航空母艦であり、更に大和型戦艦にも採用された。空母では翔鶴型の他、大鳳、信濃、隼鷹および飛鷹で採用された。巡洋艦では大淀および阿賀野型軽巡洋艦４隻に採用された。

## 軍艦のソナードーム

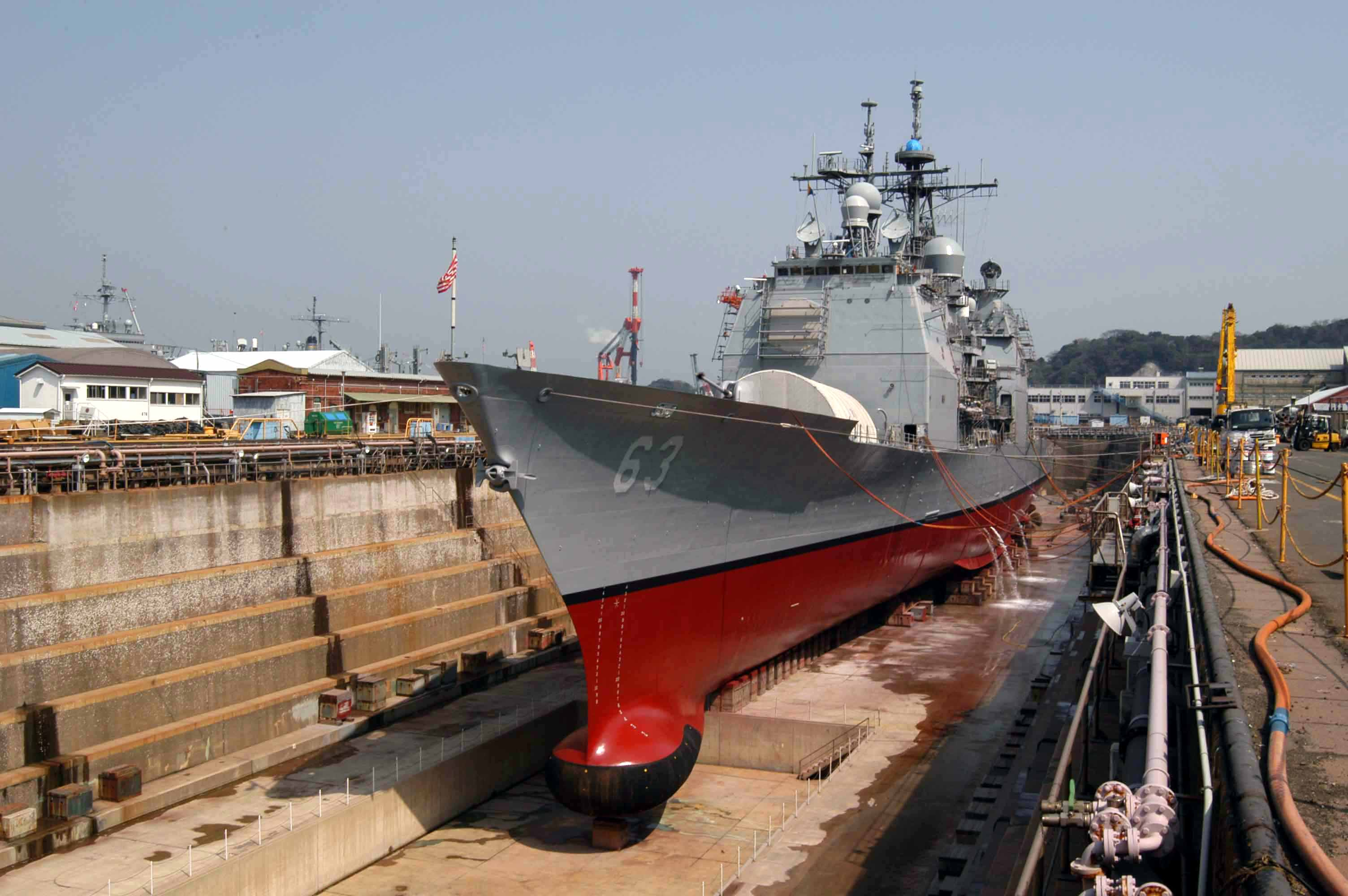
アメリカ海軍のミサイル巡洋艦「カウペンス」。横須賀海軍施設内の乾ドックにて

軍艦ではバルバス・バウの内部にソナードームを備えた艦艇が多数存在する。主に敵潜水艦の位置や動きを把握するために使用される軍用ソナーを配置する場所として、船首部水中にあって大きな球状のバルバス・バウはうってつけであるためである。
ソナードームの内部は、水中振動波（水中音波）の振動子と受信センサーが球状に多数取り付けられ、間隙は水などで満たされている。バルバス・バウの外面カバーは繊維強化プラスチックか合成ゴムによって内部を保護するとともにセンサーの感度を落とさないように配慮されている。

## バルバスバウマーク
バルバス・バウを持っている船の船首にはバルバスバウマークを掲示し、船首付近を通過する船が乗り上げないよう注意を促している。

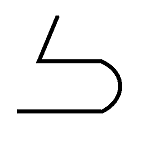
バルバスバウマーク
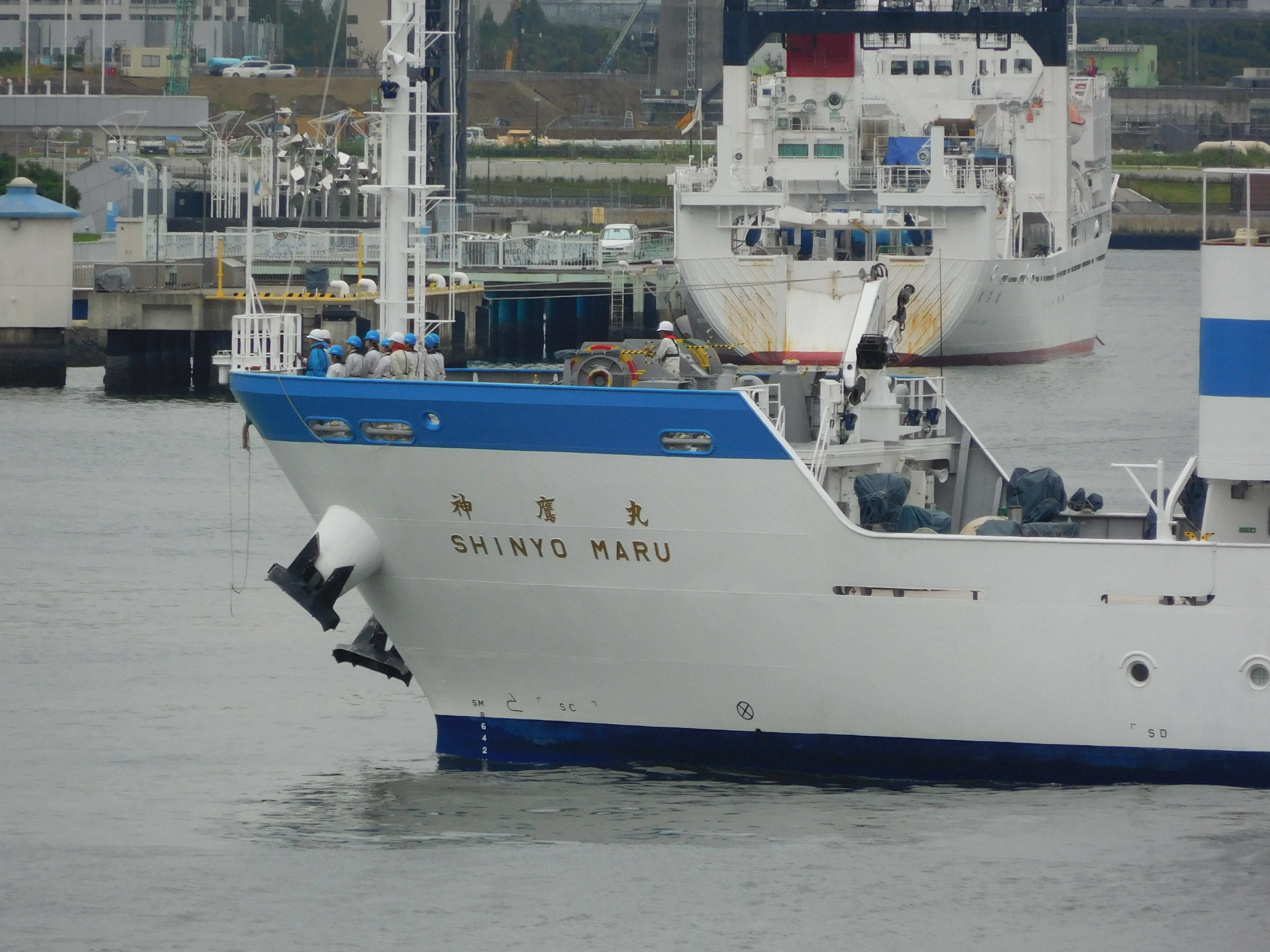
神鷹丸(東京海洋大学)の船首に掲示されるバルバスバウマーク

## 事故・事件
2017年、伊豆半島沖でアメリカ海軍のイージス艦「フィッツジェラルド」の右舷にフィリピン船籍のコンテナ船が衝突した。イージス艦側はアメリカ兵7人が死亡し、一時は沈没の危機に瀕した。衝突の規模の割に被害が拡大した理由の一つとして、コンテナ船のバルバス・バウが衝角の役割を果たし、イージス艦の船底付近に大きなダメージを与えた可能性が挙げられている

## ギャラリー

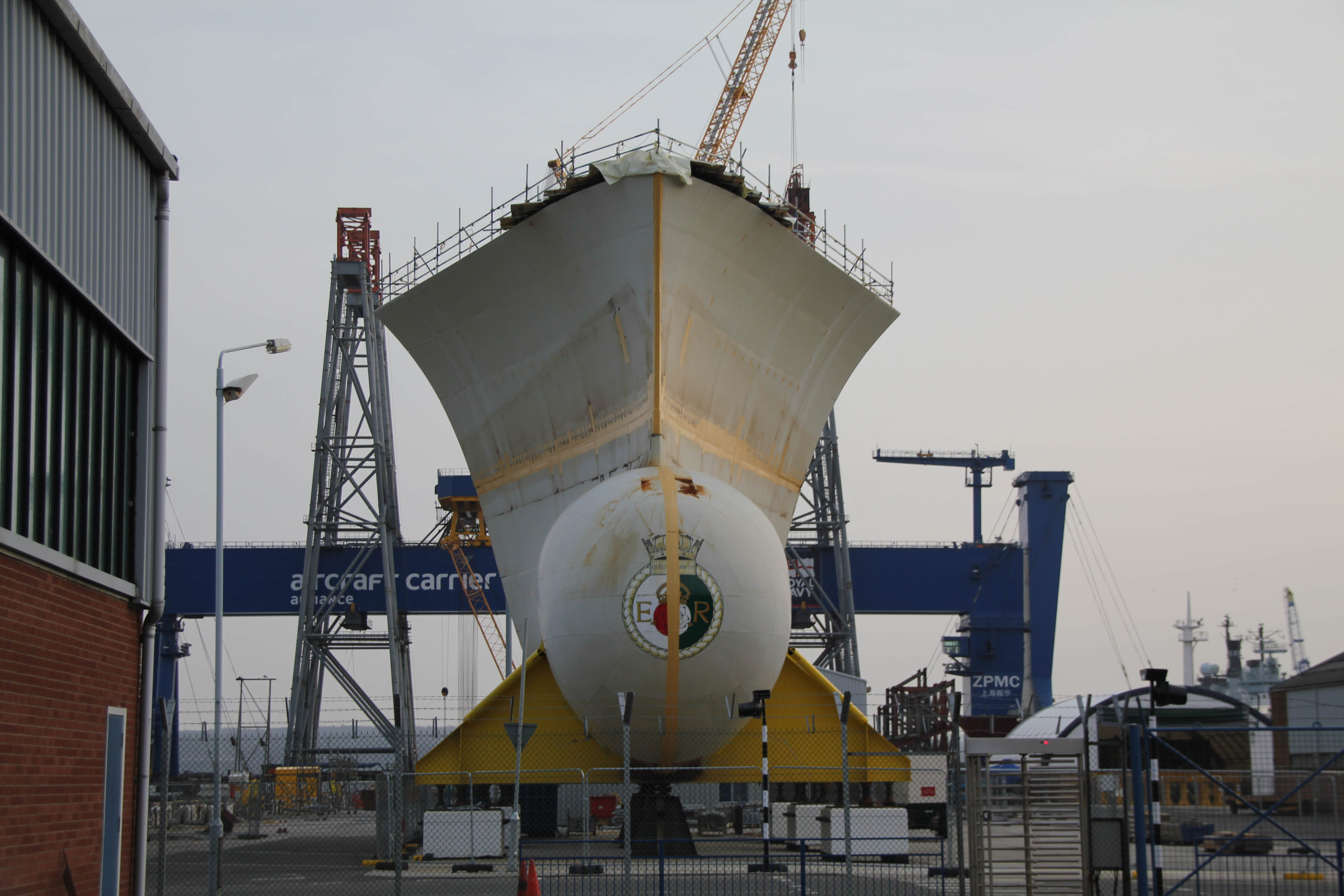
クイーン・エリザベスのバルバス・バウ（2011年4月）
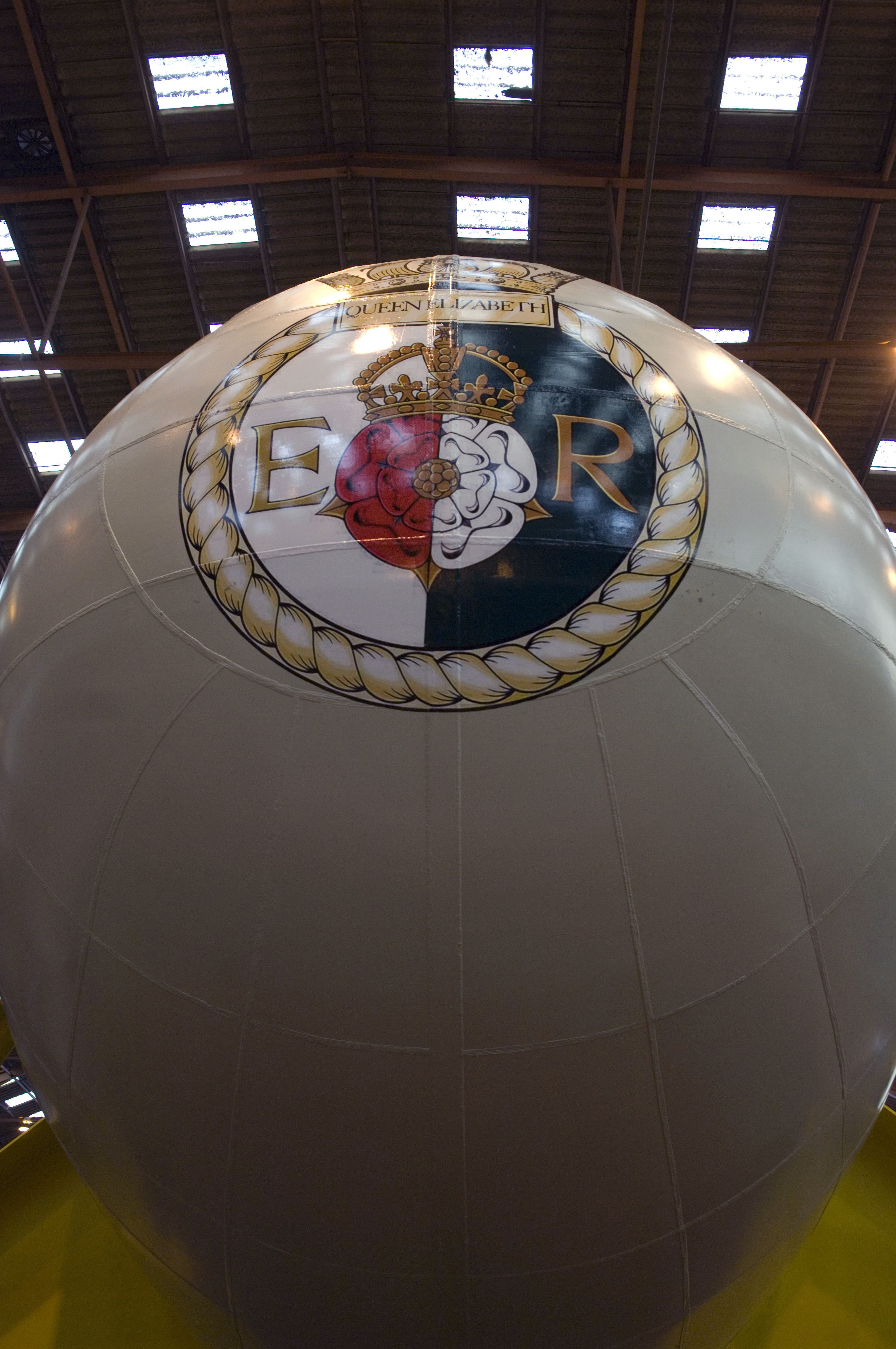
クイーン・エリザベスのバルバス・バウ（2014年4月）
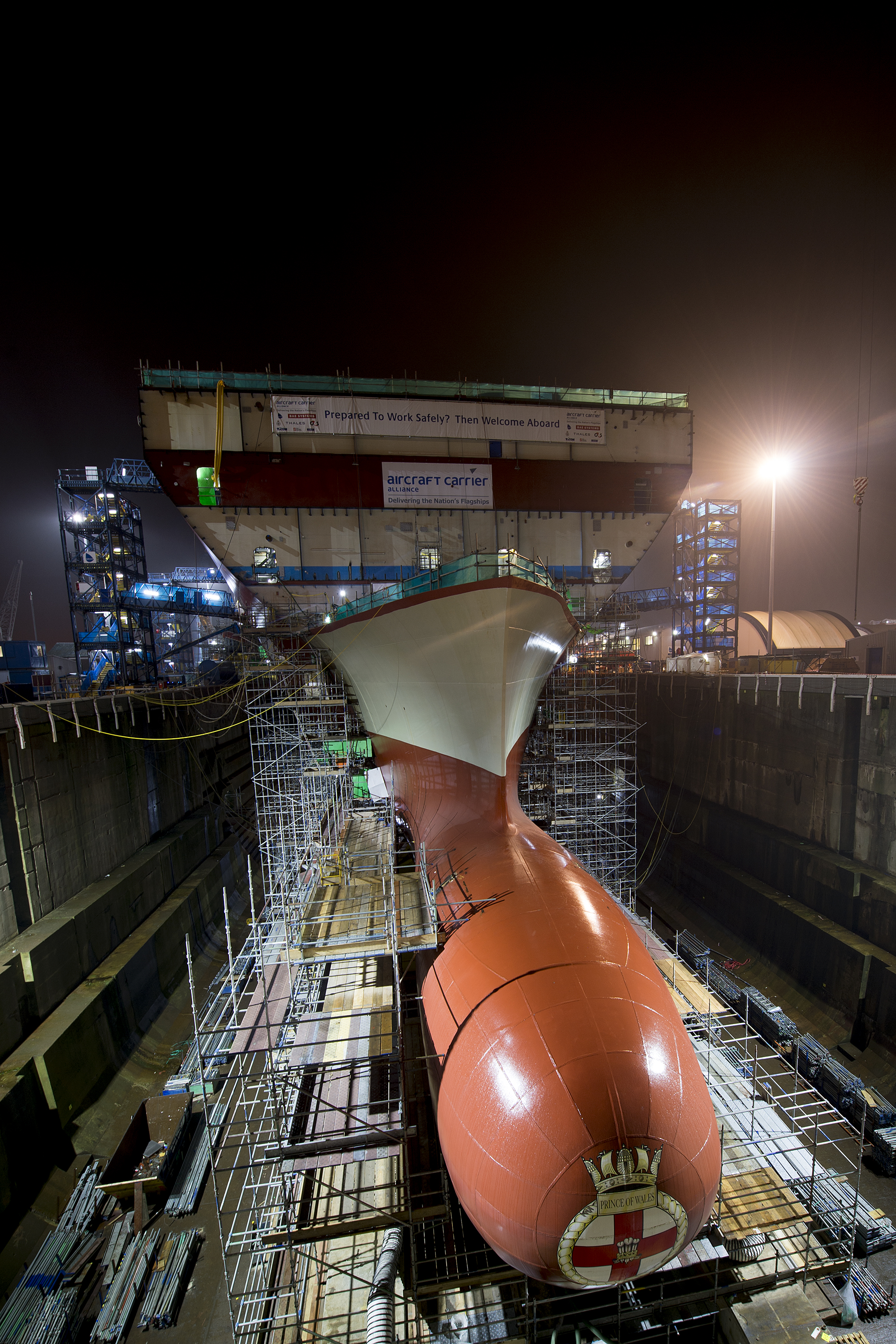
プリンス・オブ・ウェールズのバルバス・バウ（2014年12月）
プリンス・オブ・ウェールズのバルバス・バウ （2014年5月）
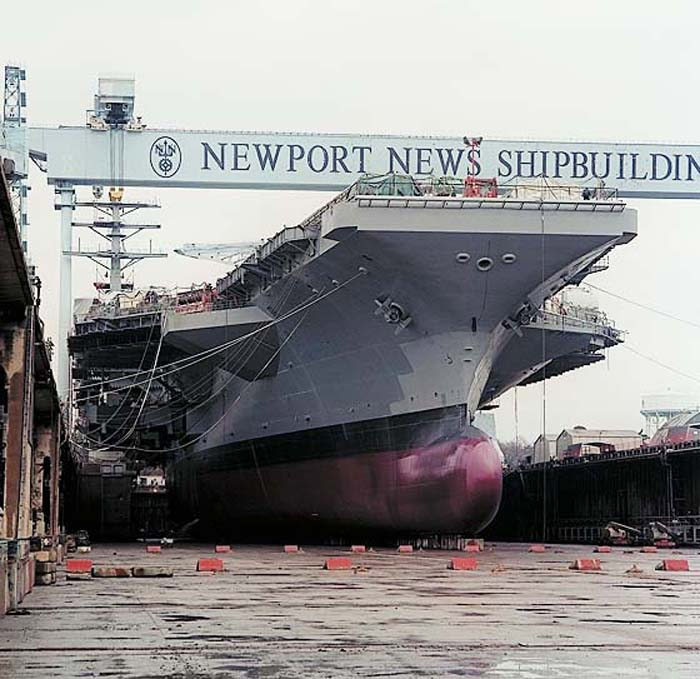
ロナルド・レーガンのバルバス・バウ